# 고이시카와구
고이시카와구(小石川区)는 도쿄부 도쿄시(현 도쿄도)에 있던 구이다. 1878년(메이지 11년)부터 1947년(쇼와 22년)까지 존재했다. 현재의 분쿄구 서부에 해당한다.

## 역사
- 1878년 11월 2일, 도쿄부 고이시카와구 설치
- 1889년 5월 1일, 시제 시행으로 도쿄시 고이시카와구가 됨.
- 1943년 7월 1일, 도쿄도제 시행으로 도쿄도 고이시카와구가 됨.
- 1947년 3월 15일, 혼고구와 고이시카와구 구역을 합쳐 분쿄구를 설치함.